# SN 2003cu
SN 2003cu – supernowa odkryta 27 marca 2003 roku w galaktyce A105302-0041. W momencie odkrycia miała maksymalną jasność 19,90m.